# Springen (film)
Springen is een Belgische film uit 1985 in een regie van Jean-Pierre De Decker naar het boek Uit het raam springen moet als nutteloos worden beschouwd van Fernand Auwera, bewerkt door deze laatste en Stijn Coninx tot scenario.
In het rusthuis Sempa Vivex worden kosten noch moeite gespaard om de bewoners te vermaken. Die bewoners zijn dan ook bemiddeld genoeg om de extravagante mise en scènes te betalen. Een politicus op rust die wenst opgenomen te worden en zijn kleindochter die daarin bemiddelt, betekent zowel de mogelijkheid voor het rusthuis om een nakende sluiting af te wenden als voor directeur Axel Woestewey een nieuwe vrouw om na te lopen.
Stijn Coninx werkte als regie-assistent mee aan deze film.
De film ging in wereldpremière op het Filmfestival van Toronto op 13 september 1986. De filmtrailer veroorzaakte in 1986 een kleine rel omdat enkel de nadruk werd gelegd op de seksscènes uit de film.

## Rolverdeling
| Acteur               | Personage                   |
| -------------------- | --------------------------- |
| Herbert Flack        | Axel Woestewey              |
| Mark Verstraete      | Pipo Himmelsorge            |
| Maja van den Broecke | Bellina Woestewey           |
| Tine Balder          | Mevr. Driebergen            |
| Piet Bergers         | Mijnheer Vanderpluym        |
| Jef Cassiers         | Mijnheer Clement            |
| Bert Champagne       | Burgemeester                |
| Robbe De Hert        | Portier                     |
| Ingrid De Vos        | Matti                       |
| Ilma De Witte        | Patricia Haegeman           |
| Maurits Goossens     | Mijnheer Koekelkoorn        |
| Jos Van Gorp         | Dokter                      |
| Carmen Jonckheere    | Belle                       |
| Greta Lens           | Greta Muller                |
| Dirk Lesaffer        | Journalist                  |
| Vic Moeremans        | Adalbrecht Schimmelpenninck |
| Jan Moonen           | Commissaris                 |
| Hans de Munter       | Agent                       |
| Alida Neslo          | Mena                        |
| Raf Reymen           | Mijnheer Driebergen         |
| Emly Starr           | Erika                       |
| Alice Toen           | Dame                        |
| Mariette Van Arkkels | Dame                        |
| Walter Vandersmissen | Orkestleider                |
| Bob Van Der Veken    | Timothy Tiendepenning       |
| Cyriel Van Gent      | Mijnheer Verkruis           |
| Bert Van Tichelen    | Ton                         |
| Dries Wieme          | Meester Govert Krop         |